# VillageReach
VillageReach — американская некоммерческая организация, которая улучшает здравоохранение и увеличивает доступ к лекарствам и медицинским услугам в бедных и отдалённых областях развивающихся стран. Основана в 2000 году, базируется в Сиэтле. VillageReach работает в секторе поставки вакцин конечным потребителям Мозамбика и других стран Чёрной Африки. Также организация инвестирует средства в смежные социальные предприятия, которые помогают основному направлению деятельности (например, компания VidaGas, снабжающая топливом VillageReach, больницы и других потребителей).
Программы VillageReach играют роль катализатора в развитии систем здравоохранения. В сотрудничестве с правительствами, местными сообществами и другими некоммерческими организациями VillageReach продвигает эффективные и устойчивые проекты по оказанию медицинской помощи, рентабельные схемы поставок лекарств и медицинского оборудования.  

## История
VillageReach была основана в 2000 году камерунцем Блайсе Джуджа-Сато для координации помощи мозамбикцам, пострадавшим от масштабного наводнения (тогда он работал в телекоммуникационном бизнесе, соинвесторами которого были Билл Гейтс и Крейг Маккоу). Организация начала свою деятельность в Мозамбике в 2001 году с поставки лекарств и холодильников для их хранения, в 2004 году она получила 3,3 млн долл. инвестиций от Фонда Билла и Мелинды Гейтс. Ещё одним направлением деятельности стала установка оборудования для бесперебойного электроснабжения больниц и медпунктов, что сократило порчу лекарств от жары. 
В 2002 году для финансовой устойчивости материнской организации VillageReach Блайсе Джуджа-Сато совместно с Грасой Машел основал коммерческую компанию VidaGas, которая снабжала пропаном министерство здравоохранения Мозамбика (больницы и машины скорой помощи), жилые дома и коммерческих клиентов (гостиницы, магазины, кафе и рестораны). За несколько лет VidaGas стал крупнейшим дистрибьютором пропана в северном Мозамбике. Постепенно VillageReach начала нанимать профессиональных врачей, юристов, менеджеров и программистов, которые координировали усилия организации на местах. Многие программы VillageReach были реализованы совместно с местными властями и затраты на них делились поровну.
После Мозамбика VillageReach внедрила различные медицинские программы в Малави, Нигерии, Сенегале, ЮАР, Танзании, Замбии и Индии.

## Партнёры и инвесторы
Со времени основания партнёрами и инвесторами VillageReach стали Фонд Билла и Мелинды Гейтс, Фонд Мулаго, Фонд Сколла, ЮНИСЕФ, Агентство США по международному развитию, Всемирный банк, Barr Foundation, Global Good и многие другие.